# Honda EVE Pax Club

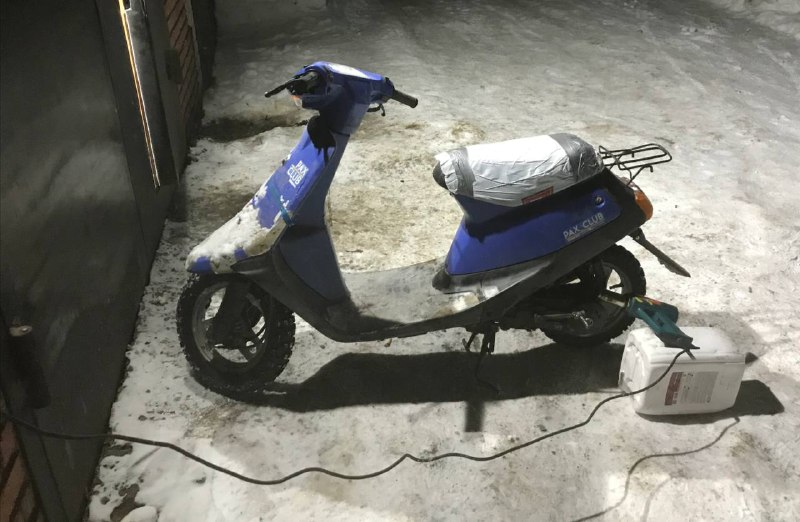
Зимняя эксплуатация Honda Pax Club

Honda EVE Pax Club — бюджетный японский одноместный мотороллер, четвёртого поколения модельного ряда EVE, увидел свет 08.04.1986 года и выпускался до 01.03.1988 года, является приемником Honda EVE.

## Введение
Позиционировался как маневренный, малокубатурный скутер для молодежи. Оснащался 2-ух тактным двигателем Honda AF05E, с рабочим объёмом 49 см3 и мощностью в 5,5 л. с., цилиндр имеет вертикальное расположение и 6-ть портов(окон), что обеспечивает высокую эффективность впуска и продувки. В сочетании с бесступенчатой автоматической, вариаторной коробкой передач (V-matic) и легким (сухая масса 52 кг) и компактным кузовом он даёт динамичное и мощное ускорение. Корпус воздушного фильтра установлен над выхлопной системой, имеет длинный патрубок и поднят выше (по сравнению с другими моделями Honda). Сапун заднего редуктора, оборудован своим собственным фильтром, и не совмещен с воздушным фильтром карбюратора.

## Кузовные панели
Кузовные панели EVE PAX Club выполнены из жёсткого, окрашенного в цвет ABS пластика, пол для ног водителя и боковые пороги из чёрного пигментированного, мягкого ABS пластика. Переднее крыло(как у предыдущей модели EVE) — отсутствует, вместо него установлен подкрылок совмещенный с передней частью скутера, заднее крыло осталось без существенных изменений. Рассеиватель передней фары стеклянный, с возможностью регулировки по высоте, задний фонарь и блок поворотных фонарей — пластиковые, с лампами накала.

## Особенности модели
Рядом отличительных особенностей данной модели, является отсутствие вещевого ящика под сидением, там расположился бензобак, бак для двухтактного масла и аккумуляторная батарея на 4 ампер-час. Для перевозки багажа, доступен только багажник расположенный за сиденьем, так же была возможность установить корзину на передней части скутера(считалась дополнительной опцией, и не комплектовалась с завода).
Рама — стальная, выполнена из толстостенных шовных труб, с вертикальным отштампованным усилителем. Окрашена акриловой эмалью в чёрный цвет, является номерной деталью.
Бензонасос (который характерен для моделей Honda Dio) — так же отсутствует, топливо к карбюратору поступает самотёком. Карбюратор оборудован системой электронного обогатителя, что обеспечивает упрощенный запуск не прогретого двигателя, и не требует ручной-регулировки как у механических систем подсоса.
Маслонасос — имеет свой собственый бак, куда требуется заливать только двухтактное синтетическое или минеральное масло для скутеров. Насос приводится в работу от привода идущего к коленчатому валу, производительность зависит от оборотов двигателя, дозировка масла в камеру сгорания происходит автоматически сразу в карбюратор, где оно смешивается с топливо-воздушной смесью. Ориентировочно полного бака масла (0.8 л), хватает на 1000 км пробега в смешанном цикле.
CDI зажигание — полноценный коммутатор обеспечивающий правильный расчёт угла опережения зажигания, предоставляет целый ряд преимуществ по сравнению с устаревшим контактным зажиганием, данный узел не требует постоянного вмешательства или какого либо обслуживания.

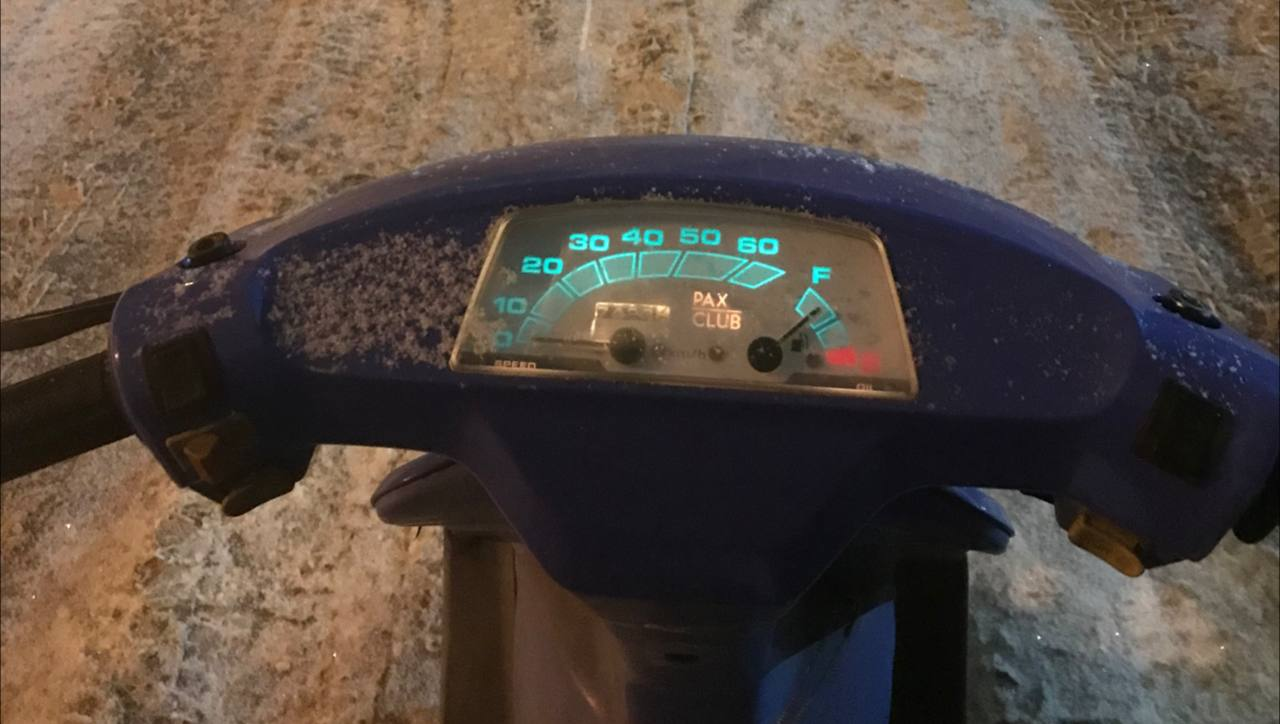
Приборная панель Honda Pax Club

Приборная панель оснащена механическим спидометром, одометром на 9.999 км, индикационными лампами ограничения скорости и уровня масла. Так же уставновлен электронный, стрелочный указатель уровня топлива в баке, который показывает оставшееся количество бензина, даже когда зажигание выключено. Подсветка светло-голубая. Присутствует возможность отключения габаритного освещения, на это выведена отдельная кнопка. Двигатель оборудован электростартером и системемой кикстартера.

## Система впуска
Систмема впуска состоит из лепесткового клапана, который удерживает топливо-воздушную смесь в картере двигателя, впускного тракта выполненного из мягкой бензостойкой резины или силикона и карбюратора. Стандартно на двигатель устанавливался карбюратор фирмы Keihin, модели PA31 / PA31K A.

## Тормозная система
Передний и задний тормоз — барабанные, механические, увеличенного диаметра (95 мм). У заднего тормозного барабана, имеется стрелочный индикатор износа колодок. Приводятся в действие за счёт троса, имеется ручная регулировка натяжения троса. У задней тормозной ручки, есть функция стояночного тормоза, которая блокирует её в нажатом состоянии и не даёт возможности вращаться заднему колесу.

## Подвеска
Передняя пружинно-эластомерная, телескопическая вилка со съёмными перьями. Сзади установлен амортизатор в сборе с пружиной (возможна замена на амортизатор 260/280/300/320 мм, что позволит отрегулировать подвеску под вес водителя и убрать отскок).

## План продаж и стоимость
Всего было выпущено приблизительно 130.000 экземпляров скутеров, план по продажам на год составлял 70.000 штук. Цена начиналась от 106.000 японских йен при оплате наличными, но для префектуры Хоккайдо и острова Окинава стоимость была на 5.000 японских йен выше.

## Основные характеристики
- Длина х Ширина х Высота (м) — 1,565 х 0,590 х 0,965
- колесная база (м) — 1.110
- Минимальный дорожный просвет (м) — 0,105
- Высота сиденья (м) — 0,700
- Снаряженная масса/сухая масса (кг) — 56,0/52,0
- Вместимость — 1 человек
- Расход топлива (км/л) 30 км/ч, значение при ходовых испытаниях 68,1
- Минимальный радиус поворота (м) — 1,7
- Модель двигателя — AF05E (2-тактный, одноцилиндровый, с воздушным охлаждением)
- Общий рабочий объём (см3) — 49
- Внутренний диаметр x ход поршня (мм) — 41,0 x 37,4
- Степень сжатия — 7,1
- Максимальная мощность (л. с./об/мин) — 5,5/6500
- Максимальный крутящий момент (кг-м/об/мин) — 0,63/6000
- Модель карбюратора — PA31
- Система зажигания CDI
- Метод смазки — раздельный тип смазки(миксер)
- Емкость смазочного масла (л) — 0,8
- Емкость топливного бака (л) — 3,6
- Тип сцепления — сухое, 3-ёх колодочное, с возможностью регулировки путём замены выжимных пружин
- Тип трансмиссии — вариаторный
- Передаточное отношение 1-й скорости 2.200-0.800
- 1-е передаточное отношение/2-е передаточное отношение 1,000/3,500 (1-е)・3,461 (2-е)
- Кастер (градусы)/след (мм) 27°00′/74
- Размер передних шин 2.75-10-4PR (возможна установка шин размером 3.0-10)
- Размер задних шин 2.75-10-4PR